# Żeleźniki (województwo dolnośląskie)
Żeleźniki – wieś w Polsce położona w województwie dolnośląskim, w powiecie milickim, w gminie Krośnice.
| SIMC    | Nazwa        | Rodzaj    |
| ------- | ------------ | --------- |
| 1004655 | Wierzchowice | część wsi |

W latach 1975–1998 miejscowość należała administracyjnie do województwa wrocławskiego.